# Microvision
Microvision släpptes av Milton Bradley Company i november 1979, och blev den första bärbara spelkonsolen med utbytbara kassetter. Den designades av Jay Smith, som senare kom att arbeta med spelkonsolen Vectrex. Konsolen blev snabbt populär, då den var bärbar och hade utbytbara spelkassetter. Men få spel, liten skärm och svagt stöd från etablerade spelföretag gjorde att konsolens så kallade "livslängd" blev kortvarig, och varade fram till 1981.

### Fotnoter
1. ↑  http://www.thepcmuseum.net/timeline.php